# Vicente Gómez Juaneda
Vicente Gómez Juaneda va ser un futbolista i àrbitre valencià, que jugà com a extrem al primer equip del València CF. Va participar en les primeres alineacions de l'equip merengot, retirant-se del futbol abans del debut de l'equip d'Algirós en el Campionat Regional. A continuació va exercir com a àrbitre, participant a diversos partits de primera divisió de la dècada de 1930. També va encapçalar el col·legi valencià d'àrbitres.
El nadal de 1939 va comprar un vintèsim de loteria que va ser agraciat amb el tercer premi.